# Diskografie R3haba
Toto je seznam vydané diskografie nizozemského diskžokeje a hudebního producenta R3haba. Vydal celkem dvě studiová alba a 121 singlů, včetně tří jako vedlejší umělec.

## Alba

### Studiová alba
| Trouble  | - Vydáno: 15. září 2017 - Vydavatelství: R3hab Music | 9  |
| The Wave | - Vydáno: 24. srpna 2018 - Vydavatelství: Cyb3rpvnk  | 10 |

## Singly

### Jako hlavní umělec
| Název                                                                                   | Rok  | Umístění v hitparádách | Umístění v hitparádách | Umístění v hitparádách | Umístění v hitparádách | Umístění v hitparádách | Umístění v hitparádách | Umístění v hitparádách | Umístění v hitparádách | Umístění v hitparádách | Umístění v hitparádách | Certifikace | Album                             |
| Název                                                                                   | Rok  | NLD                    | BEL                    | CAN                    | DEN                    | FRA                    | GER                    | NOR                    | SWE                    | UK                     | US Dance               | Certifikace | Album                             |
| --------------------------------------------------------------------------------------- | ---- | ---------------------- | ---------------------- | ---------------------- | ---------------------- | ---------------------- | ---------------------- | ---------------------- | ---------------------- | ---------------------- | ---------------------- | --- | --------------------------------- |
| "Mrkrstft" (s Hardwell)                                                                 | 2008 | —                      | —                      | —                      | —                      | —                      | —                      | —                      | —                      | —                      | —                      | | Singly bez alb                    |
| "Blue Magic" (s Hardwell)                                                               | 2009 | —                      | —                      | —                      | —                      | —                      | —                      | —                      | —                      | —                      | —                      | | Singly bez alb                    |
| "Fastevil" (s Addy van der Zwan a Groeneveld)                                           | 2009 | —                      | —                      | —                      | —                      | —                      | —                      | —                      | —                      | —                      | —                      | | Singly bez alb                    |
| "Rock This Place"                                                                       | 2009 | —                      | —                      | —                      | —                      | —                      | —                      | —                      | —                      | —                      | —                      | | Singly bez alb                    |
| "Get Get Down" (s Addy van der Zwan)                                                    | 2009 | 68                     | —                      | —                      | —                      | —                      | —                      | —                      | —                      | —                      | —                      | | Singly bez alb                    |
| "I Wanna"                                                                               | 2010 | —                      | —                      | —                      | —                      | —                      | —                      | —                      | —                      | —                      | —                      | | Singly bez alb                    |
| "Pump the Party"                                                                        | 2010 | —                      | —                      | —                      | —                      | —                      | —                      | —                      | —                      | —                      | —                      | | Singly bez alb                    |
| "Keep Up for Your Love" (s Ferruccio Salvo)                                             | 2010 | —                      | —                      | —                      | —                      | —                      | —                      | —                      | —                      | —                      | —                      | | Singly bez alb                    |
| "The Bottle Song"                                                                       | 2011 | —                      | —                      | —                      | —                      | —                      | —                      | —                      | —                      | —                      | —                      | | Singly bez alb                    |
| "Prutataaa" (s Afrojack)                                                                | 2011 | —                      | —                      | —                      | —                      | —                      | —                      | —                      | —                      | —                      | —                      | | Singly bez alb                    |
| "Sending My Love" (s Swanky Tunes feat. Max C)                                          | 2011 | —                      | —                      | —                      | —                      | —                      | —                      | —                      | —                      | —                      | —                      | | Singly bez alb                    |
| "Living for the City" (se Shermanology)                                                 | 2012 | —                      | —                      | —                      | —                      | —                      | —                      | —                      | —                      | —                      | —                      | | Singly bez alb                    |
| "A Night In" (EDC Orlando 2012 Anthem)                                                  | 2012 | —                      | —                      | —                      | —                      | —                      | —                      | —                      | —                      | —                      | —                      | | Singly bez alb                    |
| "Skydrop" (se ZROQ)                                                                     | 2012 | —                      | —                      | —                      | —                      | —                      | —                      | —                      | —                      | —                      | —                      | | Singly bez alb                    |
| "Do It" (Life in Color Anthem 2013) (s David Solano)                                    | 2013 | —                      | —                      | —                      | —                      | —                      | —                      | —                      | —                      | —                      | —                      | | Singly bez alb                    |
| "Raise Those Hands" (s Bassjackers)                                                     | 2013 | —                      | —                      | —                      | —                      | —                      | —                      | —                      | —                      | —                      | —                      | | Singly bez alb                    |
| "Revolution" (s Nervo a Ummet Ozcan)                                                    | 2013 | —                      | 76                     | —                      | —                      | 163                    | —                      | —                      | —                      | 37                     | 31                     | | Singly bez alb                    |
| "Flight" (se Steve Aoki)                                                                | 2013 | —                      | —                      | —                      | —                      | —                      | —                      | —                      | —                      | —                      | —                      | | Singly bez alb                    |
| "Rip It Up" (s Lucky Date)                                                              | 2013 | —                      | —                      | —                      | —                      | —                      | —                      | —                      | —                      | —                      | —                      | | Singly bez alb                    |
| "Samurai (Go Hard)"                                                                     | 2014 | —                      | —                      | —                      | —                      | —                      | —                      | —                      | —                      | —                      | —                      | | Singly bez alb                    |
| "Flashlight" (s Deorro)                                                                 | 2014 | —                      | 104                    | —                      | —                      | —                      | —                      | —                      | —                      | —                      | 47                     | | Singly bez alb                    |
| "Androids"                                                                              | 2014 | —                      | —                      | —                      | —                      | —                      | —                      | —                      | —                      | —                      | —                      | | Singly bez alb                    |
| "Unstoppable" (feat. Eva Simons)                                                        | 2014 | —                      | —                      | —                      | —                      | —                      | —                      | —                      | —                      | —                      | —                      | | Beats of the Beautiful Game       |
| "How We Party" (s Vinai)                                                                | 2014 | —                      | —                      | —                      | —                      | —                      | —                      | —                      | —                      | —                      | 32                     | | Singly bez alb                    |
| "Ready for the Weekend" (s Nervo feat. Ayah Marar)                                      | 2014 | —                      | 106                    | —                      | —                      | —                      | —                      | —                      | —                      | —                      | 46                     | | Singly bez alb                    |
| "Soundwave" (s Trevor Guthrie)                                                          | 2014 | —                      | —                      | 31                     | —                      | —                      | —                      | —                      | —                      | —                      | —                      | | Singly bez alb                    |
| "Karate" (s Kshmr)                                                                      | 2014 | —                      | 78                     | —                      | —                      | 84                     | —                      | —                      | —                      | —                      | —                      | | Singly bez alb                    |
| "Phoenix" (se Sander van Doorn)                                                         | 2015 | —                      | —                      | —                      | —                      | —                      | —                      | —                      | —                      | —                      | —                      | | Singly bez alb                    |
| "Tiger" (vs. Skytech a Fafaq)                                                           | 2015 | —                      | —                      | —                      | —                      | —                      | —                      | —                      | —                      | —                      | —                      | | Singly bez alb                    |
| "Won't Stop Rocking" (s Headhunterz)                                                    | 2015 | —                      | —                      | —                      | —                      | —                      | —                      | —                      | —                      | —                      | —                      | | Singly bez alb                    |
| "Strong" (s Kshmr)                                                                      | 2015 | —                      | 78                     | —                      | —                      | —                      | —                      | —                      | —                      | —                      | —                      | | Singly bez alb                    |
| "Hakuna Matata" (Hardwell edit)                                                         | 2015 | —                      | —                      | —                      | —                      | —                      | —                      | —                      | —                      | —                      | —                      | | Singly bez alb                    |
| "Get Up" (s Ciara)                                                                      | 2016 | —                      | —                      | —                      | —                      | —                      | —                      | —                      | —                      | —                      | —                      | | Singly bez alb                    |
| "Near Me" (s Burns)                                                                     | 2016 | —                      | —                      | —                      | —                      | —                      | —                      | —                      | —                      | —                      | —                      | | Singly bez alb                    |
| "Freak" (s Quintino)                                                                    | 2016 | 63                     | 83                     | —                      | —                      | —                      | —                      | —                      | —                      | —                      | —                      | | Singly bez alb                    |
| "Care" (s Felix Snow feat. Madi)                                                        | 2016 | —                      | —                      | —                      | —                      | —                      | —                      | —                      | —                      | —                      | 36                     | | Singly bez alb                    |
| "Sakura"                                                                                | 2016 | —                      | —                      | —                      | —                      | —                      | —                      | —                      | —                      | —                      | —                      | | Singly bez alb                    |
| "Wave" (with Amber a Luna)                                                              | 2016 | —                      | —                      | —                      | —                      | —                      | —                      | —                      | —                      | —                      | —                      | | Singly bez alb                    |
| "Icarus"                                                                                | 2016 | —                      | —                      | —                      | —                      | —                      | —                      | —                      | —                      | —                      | 23                     | | Trouble                           |
| "Everything" (se Skytech)                                                               | 2016 | —                      | —                      | —                      | —                      | —                      | —                      | —                      | —                      | —                      | —                      | | Singlybez alb                     |
| "Trouble" (feat. Vérité)                                                                | 2017 | —                      | —                      | —                      | —                      | —                      | —                      | —                      | —                      | —                      | 26                     | | Trouble                           |
| "Hallucinations" (feat. Ritual)                                                         | 2017 | —                      | —                      | —                      | —                      | —                      | —                      | —                      | —                      | —                      | —                      | | Trouble                           |
| "Marrakech" (se Skytech)                                                                | 2017 | —                      | —                      | —                      | —                      | —                      | —                      | —                      | —                      | —                      | —                      | | Trouble                           |
| "Truth or Dare" (feat. Little Daylight)                                                 | 2017 | —                      | —                      | —                      | —                      | —                      | —                      | —                      | —                      | —                      | 48                     | | Trouble                           |
| "Hold Me"                                                                               | 2017 | —                      | —                      | —                      | —                      | —                      | —                      | —                      | —                      | —                      | —                      | | Trouble                           |
| "Killing Time" (s Felix Cartal)                                                         | 2017 | —                      | —                      | —                      | —                      | —                      | —                      | —                      | —                      | —                      | —                      | | Trouble                           |
| "You Could Be" (s Khrebto)                                                              | 2017 | —                      | —                      | —                      | —                      | —                      | —                      | —                      | —                      | —                      | 35                     | | Trouble                           |
| "I Just Can't" (s Quintino)                                                             | 2017 | —                      | —                      | —                      | —                      | —                      | —                      | —                      | —                      | —                      | 22                     | | Trouble                           |
| "Islands" (s Kshmr)                                                                     | 2017 | —                      | —                      | —                      | —                      | —                      | —                      | —                      | —                      | —                      | —                      | | Singl bez alb                     |
| "Ain't That Why" (s Krewella)                                                           | 2017 | —                      | —                      | —                      | —                      | —                      | —                      | —                      | —                      | —                      | 23                     | | The Wave                          |
| "Lullaby" (s Mike Williams)                                                             | 2018 | —                      | —                      | —                      | —                      | —                      | —                      | 7                      | 66                     | —                      | 27                     | - GLF: Gold - IFPI DEN: Gold - IFPI NOR: Platinum                                                                                 | The Wave                          |
| "The Wave" (s Lia Marie Johnson)                                                        | 2018 | —                      | —                      | —                      | —                      | —                      | —                      | —                      | —                      | —                      | 33                     | | The Wave                          |
| "Hyperspace" (se Skytech)                                                               | 2018 | —                      | —                      | —                      | —                      | —                      | —                      | —                      | —                      | —                      | —                      | | Singl bez alb                     |
| "We Do" (s Noah Neiman feat. Miranda Glory)                                             | 2018 | —                      | —                      | —                      | —                      | —                      | —                      | —                      | —                      | —                      | —                      | | The Wave                          |
| "Hold on Tight" (s Conor Maynard)                                                       | 2018 | —                      | —                      | —                      | —                      | —                      | —                      | —                      | —                      | —                      | 23                     | | The Wave                          |
| "What You Do" (s Skytech)                                                               | 2018 | —                      | —                      | —                      | —                      | —                      | —                      | —                      | —                      | —                      | —                      | | Singl bez alb                     |
| "How You've Been" (s Quinn Lewis)                                                       | 2018 | —                      | —                      | —                      | —                      | —                      | —                      | —                      | —                      | —                      | 46                     | | The Wave                          |
| "Let It Go" (se Skytech)                                                                | 2018 | —                      | —                      | —                      | —                      | —                      | —                      | —                      | —                      | —                      | —                      | | Singly bez alb                    |
| "Dana" (s Ali B a Cheb Rayan feat. Numidia)                                             | 2018 | 42                     | —                      | —                      | —                      | —                      | —                      | —                      | —                      | —                      | —                      | | Singly bez alb                    |
| "Wrong Move" (s THRDL!FE feat. Olivia Holt)                                             | 2018 | —                      | —                      | —                      | —                      | —                      | —                      | —                      | —                      | —                      | —                      | | The Wave                          |
| "Tell Me It's Ok" (s Waysons)                                                           | 2018 | —                      | —                      | —                      | —                      | —                      | —                      | —                      | —                      | —                      | —                      | | The Wave                          |
| "Starflight" (se Skytech)                                                               | 2018 | —                      | —                      | —                      | —                      | —                      | —                      | —                      | —                      | —                      | —                      | | Singl bez alb                     |
| "Radio Silence" (s Jocelyn Alice)                                                       | 2018 | —                      | —                      | —                      | —                      | —                      | —                      | —                      | —                      | —                      | —                      | | The Wave                          |
| "Whiplash" (s Kaela Sinclair)                                                           | 2018 | —                      | —                      | —                      | —                      | —                      | —                      | —                      | —                      | —                      | —                      | | The Wave                          |
| "Good Intentions" (s Fabian Mazur feat. Lourdiz)                                        | 2018 | —                      | —                      | —                      | —                      | —                      | —                      | —                      | —                      | —                      | —                      | | The Wave                          |
| "Rumors" (se Sofia Carson)                                                              | 2018 | —                      | —                      | —                      | —                      | —                      | —                      | —                      | —                      | —                      | —                      | | The Wave                          |
| "Up All Night" (s MOTi feat. Fiora)                                                     | 2018 | —                      | —                      | —                      | —                      | —                      | —                      | —                      | —                      | —                      | —                      | | Singl bez alb                     |
| "Take Me for a Ride" (s Waysons)                                                        | 2018 | —                      | —                      | —                      | —                      | —                      | —                      | —                      | —                      | —                      | —                      | | Ikuzo                             |
| "Fuego" (with Skytech)                                                                  | 2018 | —                      | —                      | —                      | —                      | —                      | —                      | —                      | —                      | —                      | —                      | | Singly bez alb                    |
| "All into Nothing" (s Mokita)                                                           | 2018 | —                      | —                      | —                      | —                      | —                      | —                      | —                      | —                      | —                      | —                      | | Singly bez alb                    |
| "Bad!"                                                                                  | 2019 | —                      | —                      | —                      | —                      | —                      | —                      | —                      | —                      | —                      | —                      | | Singly bez alb                    |
| "This Is How We Party" (s Icona Pop)                                                    | 2019 | —                      | —                      | —                      | —                      | —                      | —                      | —                      | —                      | —                      | —                      | | Singly bez alb                    |
| "All Around the World (La La La)" (with A Touch of Class)                               | 2019 | 18                     | 11                     | —                      | 26                     | 63                     | 29                     | 31                     | 47                     | —                      | 20                     | - NVPI: Platinum - BEA: Gold - BPI: Silver - BVMI: Platinum - GLF: 2× Platinum - IFPI DEN: Platinum - RIAA: Gold - SNEP: Platinum | Singly bez alb                    |
| "Don't Give Up on Me" (s Andy Grammer)                                                  | 2019 | —                      | —                      | —                      | —                      | —                      | —                      | —                      | —                      | —                      | —                      | - GLF: Gold | Singly bez alb                    |
| "Don't Give Up on Me Now" (s Julie Bergan)                                              | 2019 | —                      | —                      | —                      | —                      | —                      | —                      | 30                     | —                      | —                      | —                      | | Singly bez alb                    |
| "Alive" (with Vini Vici feat. Pangea a Dego)                                            | 2019 | —                      | 88                     | —                      | —                      | —                      | —                      | —                      | —                      | —                      | —                      | | Singly bez alb                    |
| "Exhale" (s Ella Vos)                                                                   | 2019 | —                      | —                      | —                      | —                      | —                      | —                      | —                      | —                      | —                      | —                      | | Singly bez alb                    |
| "All Comes Back to You"                                                                 | 2019 | —                      | —                      | —                      | —                      | —                      | —                      | —                      | —                      | —                      | —                      | | Singly bez alb                    |
| "Flames" (se Zayn a Jungleboi)                                                          | 2019 | —                      | 62                     | —                      | —                      | 124                    | —                      | —                      | —                      | —                      | —                      | | Singly bez alb                    |
| "I Luv U" (se Sofia Carson)                                                             | 2019 | —                      | —                      | —                      | —                      | —                      | —                      | —                      | —                      | —                      | 21                     | | Singly bez alb                    |
| "Let Me Down Slow" (s New Hope Club)                                                    | 2020 | —                      | —                      | —                      | —                      | —                      | —                      | —                      | —                      | —                      | —                      | | New Hope Club                     |
| "More Than OK" (s Clara Mae a Frank Walker)                                             | 2020 | —                      | 56                     | —                      | —                      | —                      | —                      | —                      | —                      | —                      | 22                     | | Singly bez alb                    |
| "Where You Wanna Be" (s Elena Temnikova)                                                | 2020 | —                      | —                      | —                      | —                      | —                      | —                      | —                      | —                      | —                      | —                      | | Singly bez alb                    |
| "Creep" (s Gattüso)                                                                     | 2020 | —                      | 95                     | —                      | —                      | —                      | —                      | —                      | —                      | —                      | —                      | | Singly bez alb                    |
| "Good Example" (s Andy Grammer)                                                         | 2020 | —                      | —                      | —                      | —                      | —                      | —                      | —                      | —                      | —                      | 23                     | | Singly bez alb                    |
| "911" (s Timmy Trumpet)                                                                 | 2020 | —                      | —                      | —                      | —                      | —                      | —                      | —                      | —                      | —                      | —                      | | Mad World                         |
| "Be Okay" (s Hrvy)                                                                      | 2020 | —                      | —                      | —                      | —                      | —                      | —                      | —                      | —                      | —                      | —                      | | Can Anybody Hear Me?              |
| "Bésame (I Need You)" (s Tini a Reik)                                                   | 2020 | —                      | 84                     | —                      | —                      | —                      | —                      | —                      | —                      | —                      | 46                     | | Singly bez alb                    |
| "Miss U More Than U Know" (se Sofia Carson)                                             | 2020 | —                      | —                      | —                      | —                      | —                      | —                      | —                      | —                      | —                      | 32                     | | Singly bez alb                    |
| "I Can Feel Alive" (feat. Arizona)                                                      | 2020 | —                      | —                      | —                      | —                      | —                      | —                      | —                      | —                      | —                      | —                      | | Singly bez alb                    |
| "Thinking About You" (s Winona Oak)                                                     | 2020 | —                      | —                      | —                      | —                      | —                      | —                      | —                      | —                      | —                      | —                      | | Singly bez alb                    |
| "Party Girl"                                                                            | 2020 | —                      | —                      | —                      | —                      | —                      | —                      | —                      | —                      | —                      | —                      | | Singly bez alb                    |
| "Smells Like Teen Spirit" (s Amba Shepherd)                                             | 2020 | —                      | 75                     | —                      | —                      | —                      | —                      | —                      | —                      | —                      | 50                     | | Singly bez alb                    |
| "Love in the Morning" (s Thutmose a Rema)                                               | 2020 | —                      | —                      | —                      | —                      | —                      | —                      | —                      | —                      | —                      | —                      | | Singly bez alb                    |
| "Love U Again" (s Olivia Holt)                                                          | 2020 | —                      | —                      | —                      | —                      | —                      | —                      | —                      | —                      | —                      | 40                     | | Singly bez alb                    |
| "Family Values" (s Nina Nesbitt)                                                        | 2020 | —                      | —                      | —                      | —                      | —                      | —                      | —                      | —                      | —                      | —                      | | Singly bez alb                    |
| "Am I the Only One" (s Astrid S a Hrvy)                                                 | 2020 | —                      | —                      | —                      | —                      | —                      | —                      | 31                     | —                      | —                      | —                      | | Singly bez alb                    |
| "One Love" (s Now United)                                                               | 2020 | —                      | —                      | —                      | —                      | —                      | —                      | —                      | —                      | —                      | —                      | | Singly bez alb                    |
| "One More Dance" (s Alida)                                                              | 2020 | —                      | —                      | —                      | —                      | —                      | —                      | —                      | —                      | —                      | —                      | | Singly bez alb                    |
| "Dream of You" (s Chungha)                                                              | 2020 | —                      | —                      | —                      | —                      | —                      | —                      | —                      | —                      | —                      | —                      | | Querencia                         |
| "Ones You Miss"                                                                         | 2020 | —                      | —                      | —                      | —                      | —                      | —                      | —                      | —                      | —                      | 30                     | | Singl bez alb                     |
| "Santa Claus Is Coming to Town" (s Dimitri Vegas & Like Mike)                           | 2020 | —                      | 69                     | —                      | —                      | —                      | —                      | —                      | —                      | —                      | —                      | | Home Alone Christmas EP           |
| "Candyman" (s Marnik)                                                                   | 2021 | —                      | —                      | —                      | —                      | —                      | —                      | —                      | —                      | —                      | —                      | | Singly bez alb                    |
| "Fendi" (s Rakhim a Smokepurpp)                                                         | 2021 | —                      | —                      | —                      | —                      | —                      | —                      | —                      | —                      | —                      | —                      | | Singly bez alb                    |
| "Ringtone" (s Fafaq a Dnf)                                                              | 2021 | —                      | —                      | —                      | —                      | —                      | —                      | —                      | —                      | —                      | —                      | | Singly bez alb                    |
| "Distant Memory" (s Timmy Trumpet a W&W)                                                | 2021 | —                      | —                      | —                      | —                      | —                      | —                      | —                      | —                      | —                      | 44                     | | Singly bez alb                    |
| "Stars Align" (s Jolin Tsai)                                                            | 2021 | —                      | —                      | —                      | —                      | —                      | —                      | —                      | —                      | —                      | —                      | | Singly bez alb                    |
| "Sorry I Missed Your Call" (s Fafaq a Dnf)                                              | 2021 | —                      | —                      | —                      | —                      | —                      | —                      | —                      | —                      | —                      | —                      | | Singly bez alb                    |
| "Close to You" (s Andy Grammer)                                                         | 2021 | —                      | —                      | —                      | —                      | —                      | —                      | —                      | —                      | —                      | 22                     | | Singly bez alb                    |
| "Pues" (s Luis Fonsi a Sean Paul)                                                       | 2021 | —                      | —                      | —                      | —                      | —                      | —                      | —                      | —                      | —                      | —                      | | Singly bez alb                    |
| "Downtown" (s Kelvin Jones)                                                             | 2021 | —                      | —                      | —                      | —                      | —                      | —                      | —                      | —                      | —                      | —                      | | Singly bez alb                    |
| "The Portrait (Ooh La La)" (s Gabry Ponte)                                              | 2021 | —                      | —                      | —                      | —                      | —                      | —                      | —                      | —                      | —                      | —                      | | Singly bez alb                    |
| "Runaway" (se Sigala a JP Cooper)                                                       | 2021 | —                      | —                      | —                      | —                      | —                      | —                      | —                      | —                      | —                      | 23                     | | Singly bez alb                    |
| "Sad Boy" (s Jonas Blue feat. Ava Max a Kylie Cantrall)                                 | 2021 | —                      | —                      | —                      | —                      | —                      | —                      | —                      | —                      | —                      | 17                     | | Singly bez alb                    |
| "Most People" (s Lukas Graham)                                                          | 2021 | —                      | —                      | —                      | —                      | —                      | —                      | —                      | —                      | —                      | —                      | | Singly bez alb                    |
| "Call Me" (s Gabry Ponte a Timmy Trumpet)                                               | 2022 | 80                     | —                      | —                      | —                      | —                      | —                      | —                      | —                      | —                      | —                      | | Singly bez alb                    |
| "Shooting Darts" (s Dimitri Vegas & Like Mike a Prezioso)                               | 2022 | —                      | —                      | —                      | —                      | —                      | —                      | —                      | —                      | —                      | —                      | | Singly bez alb                    |
| "Love We Lost" (s Armin van Buuren feat. Simon Ward)                                    | 2022 | —                      | —                      | 66                     | —                      | —                      | —                      | —                      | —                      | —                      | 33                     | | Feel Again, Pt. 1                 |
| "Saved My Life (s Andy Grammer)                                                         | 2022 | —                      | —                      | —                      | —                      | —                      | —                      | —                      | —                      | —                      | —                      | | The Art of Joy a Monster (Deluxe) |
| "Sway My Way" (s Amy Shark)                                                             | 2022 | —                      | —                      | —                      | —                      | —                      | —                      | —                      | —                      | —                      | 50                     | - ARIA: Platinum | bude oznámeno                     |
| "Worlds on Fire" (s Afrojack feat. Au/Ra)                                               | 2022 | —                      | —                      | —                      | —                      | —                      | —                      | —                      | —                      | —                      | 44                     | | Singly bez alb                    |
| "Mas Gasolina" (s Ryan Arnold a N.F.I.)                                                 | 2022 | —                      | —                      | —                      | —                      | —                      | —                      | —                      | —                      | —                      | —                      | | Singly bez alb                    |
| "I Ain't Got No Worries" (s Ofenbach)                                                   | 2022 | —                      | —                      | —                      | —                      | —                      | —                      | —                      | —                      | —                      | —                      | | Singly bez alb                    |
| "Poison" (s Timmy Trumpet a W&W)                                                        | 2022 | —                      | —                      | —                      | —                      | —                      | —                      | —                      | —                      | —                      | —                      | | Singly bez alb                    |
| "Shockwave" (s Afrojack)                                                                | 2023 | —                      | —                      | —                      | —                      | —                      | —                      | —                      | —                      | —                      | —                      | | Singly bez alb                    |
| "Run Till Dark" (s Now United)                                                          | 2023 | —                      | —                      | —                      | —                      | —                      | —                      | —                      | —                      | —                      | —                      | | Singly bez alb                    |
| "Waterfall" (with Michael Schulte)                                                      | 2023 | —                      | —                      | —                      | —                      | —                      | 42                     | —                      | —                      | —                      | —                      | | Singly bez alb                    |
| "Dom Dom Yes Yes" (s Timmy Trumpet a Naeleck)                                           | 2023 | —                      | —                      | —                      | —                      | —                      | —                      | —                      | —                      | —                      | —                      | | Singly bez alb                    |
| "Rock My Body" (s Inna a Sash!)                                                         | 2023 | 21                     | 29                     | —                      | —                      | 32                     | —                      | —                      | 79                     | —                      | —                      | - SNEP: Platinum | Singly bez alb                    |
| "Easy" (s KSI a Bugzy Malone)                                                           | 2023 | —                      | —                      | —                      | —                      | —                      | —                      | —                      | —                      | —                      | —                      | | bude oznámeno                     |
| "Waray (with Issam Alnajjar feat. Manal)                                                | 2023 | —                      | —                      | —                      | —                      | —                      | —                      | —                      | —                      | —                      | —                      | | Waray                             |
| "Run Free (Countdown)" (s Tiësto)                                                       | 2023 | —                      | —                      | —                      | —                      | —                      | —                      | —                      | —                      | —                      | —                      | | Singly bez alb                    |
| "Loca Loca" (x Pelican)                                                                 | 2023 | —                      | —                      | —                      | —                      | 55                     | —                      | —                      | —                      | —                      | —                      | | Singly bez alb                    |
| "Better Me" (s Michael Schulte)                                                         | 2023 | —                      | —                      | —                      | —                      | —                      | —                      | —                      | —                      | —                      | —                      | | Singly bez alb                    |
| "Sleep Tonight (This Is the Life)" (se Switch Disco a Sam Feldt)                        | 2024 | —                      | —                      | —                      | —                      | —                      | —                      | —                      | —                      | —                      | —                      | | Singly bez alb                    |
| "Feel This Way" (s Victoria Nadine)                                                     | 2024 | —                      | —                      | —                      | —                      | —                      | —                      | 32                     | —                      | —                      | —                      | | Singly bez alb                    |
| "Electricity" (s Fast Boy)                                                              | 2024 | —                      | —                      | —                      | —                      | —                      | —                      | —                      | —                      | —                      | —                      | | Singly bez alb                    |
| "Animal" (s Jason Derulo)                                                               | 2024 | —                      | —                      | —                      | —                      | —                      | —                      | —                      | —                      | —                      | 30                     | | Singly bez alb                    |
| "Jet Plane" (s Vize a JP Cooper)                                                        | 2024 | —                      | —                      | —                      | —                      | —                      | —                      | —                      | —                      | —                      | —                      | | Singly bez alb                    |
| "Believe (Shooting Stars)" (s Mufasa & Hypeman a Rani)                                  | 2024 | 26                     | —                      | —                      | —                      | —                      | —                      | —                      | —                      | —                      | —                      | | Singly bez alb                    |
| "Rebellion" (s Michael Patrick Kelly a Shaggy)                                          | 2025 | —                      | —                      | —                      | —                      | —                      | —                      | —                      | —                      | —                      | —                      | | Singly bez alb                    |
| "—" značí, že se nahrávka neumístila v hitparádách nebo v tomto území ani nebyla vydána |      |                        |                        |                        |                        |                        |                        |                        |                        |                        |                        | |                                   |

### Jako vedlejší umělec
| Název                                                                                   | Rok  | Umístění v hitparádách | Umístění v hitparádách | Umístění v hitparádách | Certifikace      | Album                  |
| Název                                                                                   | Rok  | AUS                    | US Club                | US Dance               | Certifikace      | Album                  |
| --------------------------------------------------------------------------------------- | ---- | ---------------------- | ---------------------- | ---------------------- | ---------------- | ---------------------- |
| "You'll Be Mine" (Havana Brown feat. R3hab)                                             | 2012 | —                      | —                      | —                      | - ARIA: Platinum | When the Lights Go Out |
| "Big Banana" (Havana Brown feat. R3hab a Prophet)                                       | 2012 | 18                     | 1                      | 15                     | - ARIA: Platinum | When the Lights Go Out |
| "Power" (EXO feat. R3hab)                                                               | 2017 | —                      | —                      | —                      |                  | The War                |
| "—" značí, že se nahrávka neumístila v hitparádách nebo v tomto území ani nebyla vydána |      |                        |                        |                        |                  |                        |

### Editované singly
| Název                         | Rok  | Umělec                 | Album          |
| ----------------------------- | ---- | ---------------------- | -------------- |
| "Count That" (R3HAB Edit)     | 2018 | Steff Da Campo & SMACK | Singly bez alb |
| "Out of My Mind" (R3HAB Edit) | 2019 | Skytech                | Singly bez alb |

### Promo singly
| Název                       | Rok  | Umístění v hitparádě | Album  |
| Název                       | Rok  | US Dance             | Album  |
| --------------------------- | ---- | -------------------- | ------ |
| "Burnin'" (s Calvin Harris) | 2014 | 37                   | Motion |

## Remixy
2010
- DJ Mujava - "Please Mugwanti" (R3hab Remix)
- Franky Rizardo - "Afrika" (R3hab and Ferruccio Salvo Remix)
- Rene Amesz - "Coriander" (Hardwell and R3hab Remix)
- G&G - "We Just Criticize" (R3hab and Addy Van Der Zwan Remix)
- DJ Norman vs. Darkraver - "Kom Tie Dan Hé" (R3hab and Addy van der Zwan Remix)
- Issy feat. David Goncalves - "Physical Love" (R3hab Remix)
- Critical Mass - "Burning Love" (R3hab Remix)
- Bob Sinclar feat. Sean Paul - "Tik Tok" (Chuckie and R3hab Remix)

2011
- Addy Van Der Zwan feat. The Michael Zager Band - "Let's All Chant" (R3hab Remix)
- Ian Carey feat. Snoop Dogg a Bobby Anthony – "Last Night" (R3hab Remix)
- MYNC a Abigail Bailey - "Something On Your Mind" (R3hab Remix)
- Pitbull feat. Ne-Yo, Afrojack a Nayer - "Give Me Everything" (R3hab Remix)
- Ralvero - "Drunk Tonight" (R3hab and Ferruccio Salvo Remix)
- Lady Gaga - "Judas" (R3hab Remix)
- Dada Life - "Fight Club Is Closed" (R3hab and Ferruccio Salvo Remix)
- Hyper Crush - "Kick Us Out" (R3hab and DJ Frank E Remix)
- Gloria Estefan - "Wepa" (R3hab Remix)
- Luciana - "I'm Still Hot" (R3hab Remix)
- Porcelain Black feat. Lil Wayne - This Is What Rock n Roll Looks Like (R3hab's Ruby Skye Remix)
- Cahill feat. Joel Edwards - "In Case I Fall" (R3hab Remix)
- LMFAO feat. Natalia Kills - "Champagne Showers" (R3hab Remix)
- Rye Rye feat. Robyn - "Never Will Be Mine" (R3hab Remix)
- Wynter Gordon - "Til Death" (R3hab Remix)
- Calvin Harris feat. Kelis - "Bounce" (R3hab Remix)
- Rihanna feat. Calvin Harris - "We Found Love" (R3hab's XS Remix)
- Sander Van Doorn - "Koko" (R3hab Remix)
- Tiësto - "Maximal Crazy" (R3hab and Swanky Tunes Remix)
- Taio Cruz - "Troublemaker" (R3hab Remix)
- Jennifer Lopez - "Papi" (R3hab Remix)
- Skylar Grey - "Dance Without You" (R3hab Remix)
- David Guetta feat. Usher - "Without You" (R3hab's XS Remix)
- Porcelain Black - "Naughty Naughty" (R3hab's 6AM Pacha Mix)
- Qwote a Lucenzo - "Danza Kuduro (Throw Your Hands Up)" (R3hab's Dayglow Remix)
- Lady Gaga - "Marry the Night" (R3hab Remix)
- Katy Perry - "The One That Got Away" (R3hab Remix)
- Benny Benassi feat. Gary Go - "Close To Me" (R3hab Remix)
- Kaskade feat. Mindy Gledhill - "Eyes" (R3hab Remix)
- Far East Movement - "Jello" (R3hab Remix)
- Dev a Enrique Iglesias - "Naked" (R3hab Remix)

2012
- LMFAO - "Sorry For Party Rocking" (R3hab Remix)
- Adrian Lux - "Fire" (R3hab's Bigroom Remix)
- will.i.am - "Go Home" (R3hab vs The Eye Remix)
- Karmin - "Brokenhearted" (R3hab's XS Remix)
- Cassie - "King of Hearts" (R3hab Remix)
- Labrinth - "Last Time" (R3hab Remix)
- R3hab vs. Denis Naidanow - "Shuri Shuri" (R3hab Remix)
- Eric Turner - "Angels & Stars" (R3hab Club Mix)
- David Guetta - "I Can Only Imagine" (R3hab Remix)
- Eva Simons - "I Don't Like You" (R3hab Remix)
- Cosmo - "Naughty Party" (R3hab Remix)
- Sebastian Ingrosso & Alesso - "Calling (Lose My Mind)" (R3hab & Swanky Tunes Chainsaw Madness Mix)
- Pitbull - "Back in Time" (R3hab Remix)
- Usher - "Scream" (R3hab Remix)
- Afrojack & Shermanology - "Can't Stop Me Now" (R3hab andDyro Remix)
- Jay Sean feat. Pitbull - "I'm All Yours" (R3hab Remix)
- Calvin Harris feat. Example - "We'll Be Coming Back" (R3hab EDC Vegas Remix)
- Calvin Harris feat. Example - "We'll Be Coming Back" (R3hab EDC NYC Remix)
- Madonna - "Turn Up The Radio" (R3hab's Surrender Remix)
- Adam Lambert - "Never Close Our Eyes" (R3hab Oldskool Bounce Remix)
- Taryn Manning - "Send Me Your Love" (R3hab Remix)
- Far East Movement feat. Cover Drive - "Turn Up the Love" (R3hab Remix)
- Enrique Iglesias - "Finally Found You" (R3hab and ZROQ Remix)
- Meital feat. Sean Kingston - "On Ya" (R3hab Remix)
- Pitbull featuring TJR - "Don't Stop The Party" (R3hab and ZROQ Remix)
- Cherry Cherry Boom Boom - "One and Only" (R3hab Remix)
- Michael Woods - "We've Only Just Begun" (R3hab and ZROQ Remix)
- Havana Brown feat. R3hab - "You'll Be Mine" (R3hab and ZROQ Remix)
- Priyanka Chopra - "In My City" (R3hab and ZROQ Remix)
- No Doubt - "Looking Hot" (R3hab Remix)
- Example - "Perfect Replacement" (R3hab and Hard Rock Sofa Remix)

2013
- Pitbull feat. Ke$ha - "Timber" (R3hab Remix)
- Diplo feat. Nicky Da B - "Express Yourself" (R3hab & Diplo Remix)
- Rihanna - "What Now" (R3hab Remix)
- The Wombats - "Your Body Is a Weapon" (R3hab Remix)
- Cole Plante - "Lie to Me" (R3hab Remix)
- Yoko Ono feat. Dave Audé - "Hold Me" (R3hab Remix)
- David Guetta feat. Ne-Yo a Akon - "Play Hard" (R3hab Remix)
- Tiësto - "Chasing Summers" (R3hab & Quintino Remix)
- 7Lions - "Born 2 Run" (R3hab Remix)
- Just Ivy feat. Akon - "Paradise" (R3hab Remix)
- Irina feat. Dave Aude - "One Last Kiss" (R3hab Club Mix)
- NERVO - "Hold On" (R3hab & Silvio Ecomo Remix)
- Cher - "Woman's World" (R3hab Remix)
- Dan Black feat. Kelis - "Hearts" (Kaskade & R3hab Remix)
- Calvin Harris feat. Ellie Goulding - "I Need Your Love" (R3hab Remix)
- Yoko Ono - "Walking On Thin Ice" (R3hab Remix)

2014
- Tiësto feat. Matthew Koma – "Wasted" (R3hab Remix)
- Beyoncé – "Pretty Hurts" (R3hab Remix)
- Rita Ora – "I Will Never Let You Down" (R3hab Remix)
- My Crazy Girlfriend – "Stupid Love" (R3hab Remix)
- Gareth Emery feat. Krewella – "Lights and Thunder" (R3hab Remix)
- Calvin Harris – "Summer" (R3hab & Ummet Ozcan Remix)
- Darius & Finlay - "And I" (R3hab Remix)
- John Legend – "You & I (Nobody in the World)" (R3hab Remix)
- Calvin Harris feat. John Newman – "Blame" (R3HAB Club Remix)
- Calvin Harris feat. John Newman – "Blame"" (R3HAB Trap Remix)

2015
- Ciara - "I Bet" (R3hab Remix)
- Rihanna - "Bitch Better Have My Money" (R3hab Remix)
- Calvin Harris feat. HAIM - "Pray To God" (R3hab Remix)
- Axwell Λ Ingrosso - "Sun Is Shining" (R3hab Remix)
- Calvin Harris & Disciples - "How Deep Is Your Love" (Calvin Harris & R3hab Remix)
- ZZ Ward - "Love 3X" (R3hab Remix)
- Taylor Swift - "Wildest Dreams" (R3hab Remix)
- Nytrix – "Take Me Higher" (R3hab Remix)
- Bomba Estereo & Will Smith - "Fiesta" (R3hab Remix)

2016
- Rihanna feat. Drake - "Work" (R3hab Remix)
- Rihanna feat. Drake - "Work" (R3hab & Quintino Remix)
- Rihanna - "Kiss It Better" (R3hab Remix)
- Rihanna - "Needed Me" (R3hab Remix)
- Calvin Harris feat. Rihanna - "This Is What You Came For" (R3hab Remix / R3hab & Henry Fong Remix)
- The Chainsmokers feat. Halsey - "Closer" (R3hab Remix)
- Zara Larsson - "Ain't My Fault" (R3hab Remix)
- Major Lazer feat. Justin Bieber & MØ - "Cold Water" (R3hab vs Skytech Remix)
- Zara Larsson - "I Would Like" (R3hab Remix)

2017
- Migos - "Bad & Boujee" (R3hab vs No Riddim & It's Different Remix)
- Ella Vos - "White Noise" (R3hab Remix)
- DJ Snake feat. Justin Bieber - "Let Me Love You" (R3hab Remix)
- The Chainsmokers & Coldplay - "Something Just Like This" (R3hab Remix)
- Maroon 5 feat. Future - "Cold" (R3hab & Khrebto Remix)
- Clean Bandit feat. Zara Larsson - "Symphony" (R3hab remix)
- Bruno Mars - "24K Magic" (R3hab Remix)
- Kygo & Ellie Goulding - "First Time" (R3hab Remix)
- Ella Vos - "You Don't Know About Me" (R3hab Remix)
- Halsey - "Now or Never" (R3hab Remix)
- Alina Baraz feat. Khalid - "Electric" (R3hab Remix)
- David Guetta feat. Justin Bieber - "2U" (R3hab Remix)
- Miley Cyrus - "Younger Now" (R3hab Remix)
- Dimitri Vegas & Like Mike a David Guetta - "Complicated" (R3hab Remix)
- EXO 엑소 - "Power" (R3hab Remix)
- Sigrid - "Strangers" (R3hab Remix)
- Jessie Ware - "Alone" (R3hab Remix)
- Rita Ora - "Anywhere" (R3hab Remix)
- Matoma feat. Noah Cyrus - "Slow" (R3hab Remix)
- Thirty Seconds to Mars - "Walk On Water" (R3hab Remix)

2018
- Rudimental feat. Jess Glynne, Macklemore a Dan Caplen - "These Days" (R3hab Remix)
- Lauv - "Getting Over You" (R3hab Remix)
- Greyson Chance - "Low" (R3hab Remix)
- Nina Nesbitt - "Somebody Special" (R3hab Remix)
- Marshmello - "Friends" (R3hab Remix)
- Calvin Harris a Dua Lipa - "One Kiss" (R3hab Remix)[107]
- Kiiara - "Messy" (R3hab Remix)[108]
- 5 Seconds of Summer - "Youngblood" (R3hab Remix)
- Mr Probz - "Space For Two"[109]
- Lu Han - "Catch Me When I Fall" (R3hab Remix)
- Dan + Shay - "Tequila" (R3hab Remix)
- Sabrina Carpenter - "Almost Love" (R3hab Remix)[110]
- David Guetta feat. Anne-Marie - "Don't Leave Me Alone" (R3hab Remix)[111]
- Why Don't We - "8 Letters" (R3hab Remix)
- Frank Walker a R3hab feat. Riley Biederer - "Heartbreak Back" (R3hab Remix)[112]
- Jonas Blue feat. Liam Payne a Lennon Stella - "Polaroid" (R3hab Remix)
- Jason Derulo a David Guetta feat. Nicki Minaj a Willy William - "Goodbye" (R3hab Remix)[113]
- Glowie - "Body" (R3hab Remix)[114]
- Charli XCX & Troye Sivan - "1999" (R3hab Remix)
- Nikki Vianna - "Done" (R3hab Remix)[115]

2019
- Andy Grammer - "Don't Give Up On Me" (R3hab Remix)
- For King & Country - "Joy." (R3hab Remix)[116]
- Kygo a Sandro Cavazza - "Happy Now" (R3hab Remix)[117]
- Mabel - "Don't Call Me Up" (R3hab Remix)[118]
- Tom Walker - "Just You and I" (R3hab Remix)[119]
- Ocean Park Standoff - "Good Time" (R3hab Remix)[120]
- Kazka - "Plakala" (R3hab Remix)[121]
- The Chainsmokers feat. 5 Seconds of Summer - "Who Do You Love" (R3hab Remix)[122]
- Digital Farm Animals feat. Danny Ocean - "Lookin' For" (R3hab Remix)[123]
- P!nk - "Walk Me Home" (R3hab Remix)[124]
- Sofi Tukker - "Fantasy" (R3hab Remix)[125]
- For King & Country - "God Only Knows" (R3hab Remix)[126]
- Mitchell Tenpenny - "Drunk Me" (R3hab Remix)[127]
- Rammstein - "Ausländer" (R3hab Remix)[128]
- NOTD and HRVY - "I Miss Myself" (R3hab Remix)[129]
- David Guetta feat. Raye - "Stay" (David Guetta and R3hab Remix)[130]
- Ally Brooke feat. A Boogie Wit Da Hoodie - "Lips Don't Lie" (R3hab Remix)[131]
- Ina Wroldsen - "Forgive or Forget" (R3hab Remix)[132]
- Katy Perry - "Never Really Over" (R3hab Remix)[133]
- Miley Cyrus - "Mother's Daughter (R3hab Remix)[134]
- Léon - "You and I" (R3hab Remix)[135]
- Ellie Goulding a Juice Wrld - "Hate Me" (R3hab Remix)[136]
- James Arthur a Ty Dolla Sign feat. Scotty Boy - "Treehouse" (R3hab Remix)[137]
- For King & Country - "Burn the Ships" (R3hab Remix)[138]
- Dimitri Vegas & Like Mike, David Guetta, Daddy Yankee, Afro Bros, a Natti Natasha - "Instagram" (R3hab Remix)[139]
- Tom Walker – "Better Half of Me" (R3hab Remix)[140]
- UVERworld - "ODD FUTURE (Remixed by R3HAB)"[141]
- JP Cooper, Stefflon Don a Banx & Ranx — "The Reason Why" (R3hab Remix)[142]
- Astrid S — "Favorite Part of Me" (R3hab Remix)[143]

2020
- Arashi - "Turning Up (R3hab Remix)"[144]
- R3hab and Miquela - "Money" (R3hab Remix)[145]
- Connor Bvrns a Bonn - "Anthem" (R3hab Remix)[146]
- Steve Aoki a Maluma - "Maldad" (R3hab Remix)[147]
- Gregory Porter - "Revival" (R3hab Remix)[148]
- Sofia Carson a R3hab - "I Luv U" (R3hab VIP Remix)[149]
- Love Harder feat. Julie Bergan - "Outta My Head" (R3hab Remix)[150]
- Caroline Romano - "I Still Remember" (R3hab Remix)[151]
- Ella Isaacson feat. Galant - "Expectations" (R3hab Remix)[152]
- End of the World feat. Gabrielle Aplin - "Over" (R3hab Remix)[153]
- For King & Country feat. Kirk Franklin a Tori Kelly - "Together" (R3HAB Remix)[154]
- Michele Morrone - "Hard For Me" (R3hab Remix)[155]
- Jason Derulo - "Take You Dancing" (R3hab Remix)[156]
- Wafia - "Good Things" (R3hab Remix)[157]
- Stereo Jane - "I Don't Wanna Talk About Me" (R3hab Remix)[158]
- Steve Malcom a Shaggy - "Fuego" (R3hab Remix)[159]
- Weird Genius a Sara Fajira - "Lathi" (R3hab Remix)[160]
- KSI feat. R3hab, Sean Paul, Craig David, Digital Farm Animals) - "Really Love" (R3hab Remix)[161]
- Alan Walker a Salem Ilese - "Fake A Smile" (R3hab Remix)[162]
- Ava Max - "EveryTime I Cry" (R3hab Remix)[163]

2021
- Slander a Dylan Matthew - "Love Is Gone" (R3hab Remix)[164]
- Rauw Alejandro - "Algo Mágico" (R3hab Remix)[165]
- Twice - "Scientist" (R3hab Remix)[166]
- Pitbull feat. Anthony Watts a DJWS - "I Feel Love" (R3hab Remix)[167]
- R3hab a Lukas Graham - "Most People" (R3hab VIP Remix)[168]
- Helene Fischer feat. Luis Fonsi – "Vamos a Marte" (R3HAB Remix)

2022
- Maisy Kay - "Scared Together" (R3hab Remix)[169]
- For King & Country - "Relate" (R3hab Remix)[170]
- (G)I-dle – "Tomboy" (R3hab Remix)[171]
- EVERGLOW - "Pirate" (R3hab Remix)[172]
- Superfly - "Dynamite" (R3hab Remix)[173]

2023
- Jordana Bryant - "Can I Get It Back" (R3HAB Remix)
- For King & Country - "Love Me Like I Am" (R3HAB Remix)[174]

## Videoklipy
| Název                                                     | Rok  | Reference |
| --------------------------------------------------------- | ---- | --------- |
| "Get Get Down" (s Addy van der Zwan)                      | 2010 | [ 175 ]   |
| "You'll Be Mine" (Havana Brown feat. R3hab)               | 2012 | [ 176 ]   |
| "Big Banana" (Havana Brown feat. R3hab a Prophet)         | 2013 | [ 177 ]   |
| "Raise Those Hands" (s Bassjackers)                       | 2013 | [ 178 ]   |
| "Revolution" (s Nervo a Ummet Ozcan)                      | 2013 | [ 179 ]   |
| "Samurai (Go Hard)"                                       | 2014 | [ 180 ]   |
| "Flashlight" (with Deorro)                                | 2014 | [ 181 ]   |
| "Revolution" (Audien Remix) (s Nervo a Ummet Ozcan)       | 2014 | [ 182 ]   |
| "Samurai" (Tiësto Remix)                                  | 2014 | [ 183 ]   |
| "How We Party" (s Vinai)                                  | 2014 | [ 184 ]   |
| "Ready for the Weekend" (with Nervo featuring Ayah Marar) | 2014 | [ 185 ]   |
| "Soundwave" (s Trevor Guthrie)                            | 2014 | [ 186 ]   |
| "Burnin'" (s Calvin Harris)                               | 2014 | [ 187 ]   |
| "Karate" (s KSHMR)                                        | 2014 | [ 188 ]   |
| "Phoenix" (se Sander van Doorn)                           | 2015 | [ 189 ]   |
| "Tiger" (vs. Skytech a Fafaq)                             | 2015 | [ 190 ]   |
| "Won't Stop Rocking" (s Headhunterz)                      | 2015 | [ 191 ]   |
| "Strong" (s KSHMR)                                        | 2015 | [ 192 ]   |
| "Near Me" (s Burns)                                       | 2016 | [ 193 ]   |
| "Freak" (s Quintino)                                      | 2016 | [ 194 ]   |
| "Care" (s Felix Snow feat. Madi)                          | 2016 | [ 195 ]   |
| "Sakura"                                                  | 2016 | [ 196 ]   |
| "Icarus"                                                  | 2016 | [ 197 ]   |
| "I Just Can't" (s Quintino)                               | 2017 | [ 198 ]   |
| "Talking to You" (feat. Rynn)                             | 2017 | [ 199 ]   |
| "Shanghai" (s Waysons)                                    | 2017 | [ 200 ]   |
| "Islands" (s KSHMR)                                       | 2017 | [ 201 ]   |
| "Ain't That Why" (s Krewella)                             | 2017 | [ 202 ]   |